# Олдржих Дурас
Олдржих Дурас (чеськ. Oldřich Duras; нар. 30 жовтня, 1882, Пхери — пом. 5 січня 1957, Прага) — перший чехословацький гросмейстер (1950), шаховий композитор, журналіст. Засновник чеської етюдної та задачної шкіл. Перший етюд опублікував  1900 року, загалом склав близько 50 етюдів. Редактор шахового відділу в газеті «Česke slovo» (1922 — 1931). 
На початку XX століття був одним з найсильніших шахістів світу. Період активних виступів Дураса тривав 11 років (1903 — 14). 

## Спортивні результати
| Рік  | Турнір                                           | +  | - | = | Результат | Місце |
| ---- | ------------------------------------------------ | -- | - | - | --------- | ----- |
| 1901 | Клубний турнір Чеського шахового товариства      |    |   |   |           | 1     |
|      | Матч проти К. Шлехтера                           |    |   |   | 1 з 2     |       |
| 1903 | Гілверсюм                                        | 11 | 1 | 3 | 12½ з 15  | 2     |
| 1905 | Чемпіонат Чеської шахової федерації              |    |   |   |           | 1     |
|      | Бармен, побічний турнір                          | 11 | 2 | 2 | 12 з 15   | 1-2   |
|      | Схевенінген                                      | 7  | 6 | 0 | 7 з 13    | 4-5   |
| 1906 | Нюрнберг, 15-й конгрес Німецького шахового союзу | 8  | 2 | 6 | 11 з 16   | 2     |
| 1907 | Чемпіонат Чеської шахової федерації              |    |   |   |           | 1     |
|      | Відень                                           | 5  | 0 | 8 | 9 з 13    | 2     |
|      | Остенде, турнір майстрів                         | 15 | 8 | 5 | 17½ з 28  | 7     |
|      | Карлсбад, 1-й міжнародний турнір                 | 10 | 7 | 3 | 11½ з 20  | 7-8   |
| 1908 | Відень                                           | 11 | 2 | 5 | 14 з 19   | 1-3   |
|      | Прага                                            | 11 | 3 | 5 | 13½ з 19  | 1-2   |
| 1909 | Чемпіонат Чеської шахової федерації              |    |   |   |           | 1     |
|      | Петербург                                        |    |   |   |           | 3-4   |
| 1910 | Гамбург, 17-й конгрес Німецького шахового союзу  | 8  | 2 | 6 | 11 з 16   | 2     |
| 1911 | Карлсбад, 2-й міжнародний турнір                 | 10 | 8 | 7 | 13½ з 25  | 8-10  |
|      | Матч проти Ф. Єйтса                              | 3  | 1 | 0 | 3 з 4     |       |
| 1912 | Аббація (нині Опатія), гамбітний турнір          |    |   |   |           | 2     |
|      | П'єштяни                                         | 7  | 4 | 6 | 10 з 17   | 4-6   |
|      | Будапешт                                         | 1  | 1 | 3 | 2½ з 5    | 3-4   |
|      | Бреслау, 18-й конгрес Німецького шахового союзу  | 10 | 3 | 4 | 12 з 17   | 1-2   |
| 1913 | Нью-Йорк                                         |    |   |   |           | 2     |
|      | Нью-Йорк, матч проти Ф. Маршалла                 | 0  | 3 | 0 | 0 з 3     |       |
|      | Матч проти А. Купчика                            |    |   |   |           |       |
|      | Матч проти Г. Сальве                             |    |   |   |           |       |

## Вибрані етюди
|   | a                                                                                                   | b                                                                                                   | c                                                                                                   | d                                                                                                   | e                                                                                                   | f                                                                                                   | g                                                                                                   | h                                                                                                   |   |
| 8 | b8 білий король · b7 білий пішак · d7 чорний король · b6 білий пішак · a2 чорна тура · c1 біла тура | b8 білий король · b7 білий пішак · d7 чорний король · b6 білий пішак · a2 чорна тура · c1 біла тура | b8 білий король · b7 білий пішак · d7 чорний король · b6 білий пішак · a2 чорна тура · c1 біла тура | b8 білий король · b7 білий пішак · d7 чорний король · b6 білий пішак · a2 чорна тура · c1 біла тура | b8 білий король · b7 білий пішак · d7 чорний король · b6 білий пішак · a2 чорна тура · c1 біла тура | b8 білий король · b7 білий пішак · d7 чорний король · b6 білий пішак · a2 чорна тура · c1 біла тура | b8 білий король · b7 білий пішак · d7 чорний король · b6 білий пішак · a2 чорна тура · c1 біла тура | b8 білий король · b7 білий пішак · d7 чорний король · b6 білий пішак · a2 чорна тура · c1 біла тура | 8 |
| 7 | b8 білий король · b7 білий пішак · d7 чорний король · b6 білий пішак · a2 чорна тура · c1 біла тура | b8 білий король · b7 білий пішак · d7 чорний король · b6 білий пішак · a2 чорна тура · c1 біла тура | b8 білий король · b7 білий пішак · d7 чорний король · b6 білий пішак · a2 чорна тура · c1 біла тура | b8 білий король · b7 білий пішак · d7 чорний король · b6 білий пішак · a2 чорна тура · c1 біла тура | b8 білий король · b7 білий пішак · d7 чорний король · b6 білий пішак · a2 чорна тура · c1 біла тура | b8 білий король · b7 білий пішак · d7 чорний король · b6 білий пішак · a2 чорна тура · c1 біла тура | b8 білий король · b7 білий пішак · d7 чорний король · b6 білий пішак · a2 чорна тура · c1 біла тура | b8 білий король · b7 білий пішак · d7 чорний король · b6 білий пішак · a2 чорна тура · c1 біла тура | 7 |
| 6 | b8 білий король · b7 білий пішак · d7 чорний король · b6 білий пішак · a2 чорна тура · c1 біла тура | b8 білий король · b7 білий пішак · d7 чорний король · b6 білий пішак · a2 чорна тура · c1 біла тура | b8 білий король · b7 білий пішак · d7 чорний король · b6 білий пішак · a2 чорна тура · c1 біла тура | b8 білий король · b7 білий пішак · d7 чорний король · b6 білий пішак · a2 чорна тура · c1 біла тура | b8 білий король · b7 білий пішак · d7 чорний король · b6 білий пішак · a2 чорна тура · c1 біла тура | b8 білий король · b7 білий пішак · d7 чорний король · b6 білий пішак · a2 чорна тура · c1 біла тура | b8 білий король · b7 білий пішак · d7 чорний король · b6 білий пішак · a2 чорна тура · c1 біла тура | b8 білий король · b7 білий пішак · d7 чорний король · b6 білий пішак · a2 чорна тура · c1 біла тура | 6 |
| 5 | b8 білий король · b7 білий пішак · d7 чорний король · b6 білий пішак · a2 чорна тура · c1 біла тура | b8 білий король · b7 білий пішак · d7 чорний король · b6 білий пішак · a2 чорна тура · c1 біла тура | b8 білий король · b7 білий пішак · d7 чорний король · b6 білий пішак · a2 чорна тура · c1 біла тура | b8 білий король · b7 білий пішак · d7 чорний король · b6 білий пішак · a2 чорна тура · c1 біла тура | b8 білий король · b7 білий пішак · d7 чорний король · b6 білий пішак · a2 чорна тура · c1 біла тура | b8 білий король · b7 білий пішак · d7 чорний король · b6 білий пішак · a2 чорна тура · c1 біла тура | b8 білий король · b7 білий пішак · d7 чорний король · b6 білий пішак · a2 чорна тура · c1 біла тура | b8 білий король · b7 білий пішак · d7 чорний король · b6 білий пішак · a2 чорна тура · c1 біла тура | 5 |
| 4 | b8 білий король · b7 білий пішак · d7 чорний король · b6 білий пішак · a2 чорна тура · c1 біла тура | b8 білий король · b7 білий пішак · d7 чорний король · b6 білий пішак · a2 чорна тура · c1 біла тура | b8 білий король · b7 білий пішак · d7 чорний король · b6 білий пішак · a2 чорна тура · c1 біла тура | b8 білий король · b7 білий пішак · d7 чорний король · b6 білий пішак · a2 чорна тура · c1 біла тура | b8 білий король · b7 білий пішак · d7 чорний король · b6 білий пішак · a2 чорна тура · c1 біла тура | b8 білий король · b7 білий пішак · d7 чорний король · b6 білий пішак · a2 чорна тура · c1 біла тура | b8 білий король · b7 білий пішак · d7 чорний король · b6 білий пішак · a2 чорна тура · c1 біла тура | b8 білий король · b7 білий пішак · d7 чорний король · b6 білий пішак · a2 чорна тура · c1 біла тура | 4 |
| 3 | b8 білий король · b7 білий пішак · d7 чорний король · b6 білий пішак · a2 чорна тура · c1 біла тура | b8 білий король · b7 білий пішак · d7 чорний король · b6 білий пішак · a2 чорна тура · c1 біла тура | b8 білий король · b7 білий пішак · d7 чорний король · b6 білий пішак · a2 чорна тура · c1 біла тура | b8 білий король · b7 білий пішак · d7 чорний король · b6 білий пішак · a2 чорна тура · c1 біла тура | b8 білий король · b7 білий пішак · d7 чорний король · b6 білий пішак · a2 чорна тура · c1 біла тура | b8 білий король · b7 білий пішак · d7 чорний король · b6 білий пішак · a2 чорна тура · c1 біла тура | b8 білий король · b7 білий пішак · d7 чорний король · b6 білий пішак · a2 чорна тура · c1 біла тура | b8 білий король · b7 білий пішак · d7 чорний король · b6 білий пішак · a2 чорна тура · c1 біла тура | 3 |
| 2 | b8 білий король · b7 білий пішак · d7 чорний король · b6 білий пішак · a2 чорна тура · c1 біла тура | b8 білий король · b7 білий пішак · d7 чорний король · b6 білий пішак · a2 чорна тура · c1 біла тура | b8 білий король · b7 білий пішак · d7 чорний король · b6 білий пішак · a2 чорна тура · c1 біла тура | b8 білий король · b7 білий пішак · d7 чорний король · b6 білий пішак · a2 чорна тура · c1 біла тура | b8 білий король · b7 білий пішак · d7 чорний король · b6 білий пішак · a2 чорна тура · c1 біла тура | b8 білий король · b7 білий пішак · d7 чорний король · b6 білий пішак · a2 чорна тура · c1 біла тура | b8 білий король · b7 білий пішак · d7 чорний король · b6 білий пішак · a2 чорна тура · c1 біла тура | b8 білий король · b7 білий пішак · d7 чорний король · b6 білий пішак · a2 чорна тура · c1 біла тура | 2 |
| 1 | b8 білий король · b7 білий пішак · d7 чорний король · b6 білий пішак · a2 чорна тура · c1 біла тура | b8 білий король · b7 білий пішак · d7 чорний король · b6 білий пішак · a2 чорна тура · c1 біла тура | b8 білий король · b7 білий пішак · d7 чорний король · b6 білий пішак · a2 чорна тура · c1 біла тура | b8 білий король · b7 білий пішак · d7 чорний король · b6 білий пішак · a2 чорна тура · c1 біла тура | b8 білий король · b7 білий пішак · d7 чорний король · b6 білий пішак · a2 чорна тура · c1 біла тура | b8 білий король · b7 білий пішак · d7 чорний король · b6 білий пішак · a2 чорна тура · c1 біла тура | b8 білий король · b7 білий пішак · d7 чорний король · b6 білий пішак · a2 чорна тура · c1 біла тура | b8 білий король · b7 білий пішак · d7 чорний король · b6 білий пішак · a2 чорна тура · c1 біла тура | 1 |
|   | a                                                                                                   | b                                                                                                   | c                                                                                                   | d                                                                                                   | e                                                                                                   | f                                                                                                   | g                                                                                                   | h                                                                                                   |   |

Цей класичний етюд публікують різні джерела з незначними відмінностями в початковому положенні, але шлях до виграшу всюди однаковий.  
 

 рішення. 

1. Тd1 + Крe7 

2. Тd6!!  Тc2 (загрожувало 3.Крc7)   

3. Тc6!! Тd2! 

4. Тc1! Крd7 

5. Тa1 з виграшем.  